# Norcasia (ort)
Norcasia är en ort i Colombia.   Den ligger i departementet Caldas, i den centrala delen av landet, 140 km nordväst om huvudstaden Bogotá. Norcasia ligger 729 meter över havet och antalet invånare är 5 976.
Terrängen runt Norcasia är kuperad. Runt Norcasia är det ganska glesbefolkat, med 27 invånare per kvadratkilometer. Det finns inga andra samhällen i närheten. Omgivningarna runt Norcasia är en mosaik av jordbruksmark och naturlig växtlighet.